# Garuda (geslacht)
Garuda is een geslacht van kevers uit de familie bladkevers (Chrysomelidae).
De wetenschappelijke naam van het geslacht is voor het eerst gepubliceerd in 1969 door Scherer.

## Soorten
- Garuda bulbifera Medvedev, 2001
- Garuda schereri Doeberl, 1997